# مجید ترکان
مجید ترکان (زادهٔ ۱۳۴۴ در ساری) کشتی‌گیر آزادکار بازنشستهٔ ایرانی است.  ترکان در مجموع یک مدال طلا، یک نقره و یک برنز جهانی، یک طلای بازی‌های آسیایی و سه طلا و یک نقره قهرمانی آسیا را به‌دست آورده‌است. شرکت نکردن ایران در المپیک ۱۹۸۴ و دو دوره مسابقات قهرمانی جهان ۱۹۸۶ و ۱۹۸۷ موفقیت‌های او و سایر هم‌تیمی‌هایش را محدود کرد.
اما اوج کار اودر کشتی قهرمانی جهان ۱۹۹۰در توکیو رخ داد جایی که او توانست درفینال آن رقابت‌ها والنتین یوردانف کشتی‌گیر نام‌دار بلغار که قهرمان المپیک وجهان بود را شکست داد و صاحب مدال طلا شد.